# Macromitrium viticulosum
Macromitrium viticulosum är en bladmossart som beskrevs av Bridel 1826. Macromitrium viticulosum ingår i släktet Macromitrium och familjen Orthotrichaceae. Inga underarter finns listade i Catalogue of Life.